# Церова (Сењица)
Церова (слч. Cerová) насељено је мјесто са административним статусом сеоске општине (слч. obec) у округу Сењица, у Трнавском крају, Словачка Република.

## Становништво
| Година:    | 1994. | 2004.   | 2014.   | 2024.   |
| ---------- | ----- | ------- | ------- | ------- |
| Број људи: | 1388  | 1265    | 1182    | 1095    |
| Разлика:   |       | -8,86 % | -6,56 % | -7,36 % |

| Година:    | 2023. | 2024.   |
| ---------- | ----- | ------- |
| Број људи: | 1092  | 1095    |
| Разлика:   |       | +0,27 % |

Према подацима о броју становника из 2024. године насеље је имало 1095 становника.